# 弗格斯·卡瓦纳
弗格斯·卡瓦纳（英語：Fergus Kavanagh，1985年5月21日—），澳大利亚男子曲棍球运动员。他曾代表澳大利亚国家队参加2008年、2012年和2016年夏季奥林匹克运动会曲棍球比赛，获得二枚铜牌。